# Francisca Navas
Francisca Raquel Navas Gardela conocida también como Paca Navas de Miralda (Juticalpa, Olancho 1883 - 1971) Escritora y feminista de nacionalidad hondureña.

## Biografía
Francisca Navas, nació en la ciudad de Juticalpa, departamento de Olancho en 1883 y fallecería en la ciudad de Seattle, Estados Unidos de América el 11 de julio de 1971. En el año 1900 contrae matrimonio con el periodista Adolfo Miralda, con  procreó seis hijos: Carlos Roberto, Enrique, Alejandro, Valentín, América y Adolfo de apellidos Miralda Navas. La familia residió en La Ceiba en vista de la persecución que fue objeto su esposo, allí ambos fundaron el semanario “La Voz de Atlántida” en 1935.
Paca Navas, se unió como activista de los derechos civiles de las mujeres, participando en cónclaves femeninos representando a Honduras a nivel internacional.

### Obras
Como escritora, Paca Navas, realizó:
- Ritmos criollos (1947)

- Barro (1951)[3]

Una de las novelas más representativas del criollismo en Honduras y escrita en la década de los 40, salió a luz pública por primera vez en Guatemala, en 1951 durante el gobierno del doctor Juan José Arévalo.
- Atraídos

La novela tiene 17 apartados, los dos primeros son una introducción y unas palabras al lector, los quince restantes son títulos sugestivos de los capítulos que nos remiten a los momentos que se dieron a lo largo de la historia. En el primer capítulo titulado Oro Verde, se detalla una descripción de la costa de Atlántida, sus paisajes, el estilo de vida, resaltando los bananales que vienen a ser los continuos protagonistas, aquí aparecen Remigio Hernández, hombre maduro quien queda viudo y emigra a la costa con su hijo Leandro para forjarse un mejor futuro. También aparece la familia Rosales la cual está formada por Venancio, Feliciana, Carmela y Lucía, todos ellos envueltos a lo largo de la historia en problemas de amor, salud, decisión y añoranza de su tierra. Tipos es un capítulo donde la envidia se vive en cada línea ya que Silverio visita a su compadre Remigio y se hace presa de la una envidia al ver como su amigo ha prosperado a base de esfuerzo dejando a un lado la pereza y la pena para trabajar la tierra con sus propias manos y así labrarse un mejor futuro. En Voces del Agro nos habla de cómo la esclavitud solo ha cambiado de esclavizadores, en este caso las compañías bananeras quienes explotan a los hombres de la costa, haciéndolos trabajar mucho pero ganando poco. También se narra la declaración de amor de Juan Mena quien es un salvadoreño que se encapricha con Carmela Rosales quien se rehúsa sus peticiones amores y la cual se ve descrita como la hija ejemplar, trabajadora y cooperadora en la lucha de sus padres por tener mejores ingresos. Se describe en esta parte la vida del negro Caribe, sus actividades, sus creencias y sus costumbres dándoles el toque místico pero a la vez la alegría y el gozo con que celebran sus rituales.
Comienza en esta parte la intervención de la codicia, la lujuria y la pasión las cuales llevan a los personajes a la infidelidad como es el caso de Don Abelino Ramírez. 
Frívolamente detalla la historia de María del Pilar quien deja plantado a su novio, quien se suicida, ya que ella se casa con un gringo el cual le pide el divorcio al enterarse de sus infidelidades, así ella puede vivir una vida alegre sin preocuparse por el que dirán, en su camino andante conoce a Roque quien se enamora de ella y la recibe como su mujer pero ella en su estilo de vida le es infiel con Don Abelino y escapa dejando manchado el honor se el timekeeper.
Se relata en Hacia la Vida, como Carmela cae en las redes del amor intenso y apasionado que siente por Mena, llevándola a estar en una encrucijada de decidir si huye por amor de hombre o se queda por amor a su familia, al final gana el amor que siente por Mena y escapa con el dejando un vacío y la deshonra para su familia.
Trópico relata cómo después de un arduo día de labores, los campesinos se reúnen a hablar de su situación, de sus miedos, sus dudas, sus añoranzas así como también comienza a despertar en ellos la necesidad de liberarse. Aquí se da la conversación entre Feliciana y Tina con respecto a la huida de Carmela y las señoras pues comentan que pudo haber habido un caso de hechicería o brujería que hicieran que la madura joven perdiera la cabeza y la cordura para huir con un hombre de mala fama. 
El episodio de Tragedia Campeña es un completo relato de como el honor herido, la deshonra y el odio hacen presa de Roque de una necesidad de venganza, la cual lo conduce a planear junto a Nemesio la manera de matar al hombre que le quitó a María y es así como muere Benavides pero no pueden huir de su condena Roque y Nemesio; aquí también se comienza la concientización así la lucha por la libertad laboral sembrando en los trabajadores la esperanza del cambio.
Tal cual su nombre lo dice Conato de Huelga nos describe como se informa sobre sus derechos a los campesinos, lo que pueden ganar si exigen un poco mediante la presión de una huelga, muchos están de acuerdo así como también muchos están temerosos de las represalias que se puedan generar por su lucha muy bien justificada.
Se describe En el Río Lis Lis la actividad de Remigio y Leandro realizaban junto a sus amigos para salir un poco de la rutina que día a día realizaba la cual era ir a pescar al río utilizando una planta que atontaba a los peces.

## Crítica
- Helen Umaña:

"A nuestro juicio sobre la novela barro pesa un silencio que no corresponde a sus méritos intrínsecos. Esto lo ubicamos no solo en la índole del material humano presentado, sino en el cuidadoso trabajo lingüístico y en la habilidad de Paca Navas para entretejer la generalidad de sus observaciones a situaciones concretas que presenta dentro del mundo de la ficción. Por su esfuerzo creativo, mucho más meritorio si recordamos la profunda marginación que la mujer sufre en el medio." 